# Rampur (Dang Deokhuri)
Rampur (nepalski: रामपुर) – gaun wikas samiti w zachodniej części Nepalu w strefie Rapti w dystrykcie Dang Deokhuri. Według nepalskiego spisu powszechnego z 2001 roku liczył on 2110 gospodarstw domowych i 11484 mieszkańców (6158 kobiet i 5326 mężczyzn).